# Whatley
Whatley is een civil parish in het bestuurlijke gebied Mendip, in het Engelse graafschap Somerset met 245 inwoners.